# Rudkiwci
Rudkiwci (dawn. Ruda; ukr.  Рудківці) – wieś na Ukrainie w rejonie żydaczowskim obwodu lwowskiego.